# Хайнрих XIV (Ройс-Шлайц)
Хайнрих XIV Ройс-Шлайц (на немски: Heinrich XIV Fürst Reuss zu Schleiz; * 28 май 1832 в Кобург; † 29 март 1913 в Шлайц) e княз на Ройс-Шлайц, Ройс млада линия (1867 – 1913) и пруски сухопътен генерал. Той е граф и господар на Плауен, господар на Грайц, Кранихфелд, Гера, Шлайц и Лобенщайн. От 19 април 1902 г. той също е регент на старата линия Ройс-Грайц 1902 – 1913. На 15 октомври 1908 г. синът му Хайнрих XXVII поема регентството в двете княжества.

## Биография
Той е син на княз Хайнрих LXVII Ройс-Шлайц (1789 – 1867) и принцеса Аделхайд Ройс-Еберсдорф (1800 – 1880), дъщеря на княз Хайнрих LI Ройс-Еберсдорф (1761 – 1822) и графиня Луиза фон Хойм (1772 – 1832).
Хайнрих XIV Ройс-Шлайц посещава гимназията в Майнинген и на 23 март 1850 г. става секонде-лейтенант в „княжеския ройски бундес-контингент“ за няколко месеца практика. В края на октомври 1850 г. той следва история и история на правото в университета в Бон. На 9 август 1853 г. започва служба в пруската сухопътна войска до 27 юни 1859 г. Накрая той е сухопътен генерал, също шеф на батальон в саксонската войска.
След възкачването му на трона Хайнрих XIV създава през 1869 г. домашния орден „Княжески Ройски почетен кръст“.
През 1902 г. младата линия Ройс поема също регентството на Княжество старата линия, понеже след смъртта на Хайнрих XXII няма способен за управление наследник (Хайнрих XXIV е след злополука тежко затруднен).
Той умира на 80 години на 29 март 1913 г. в Шлайц.

## Фамилия
Първи брак: на 6 февруари 1858 г. в Бад Карлсруе (Покой, Силезия, Полша) с принцеса Агнес фон Вюртемберг (* 13 октомври 1835, дворец Бад Карлсруе, Кралство Прусия; † 10 юли 1886, дворец Остерщайн при Гера), дъщеря на херцог Евгений фон Вюртемберг (1788 – 1857) и втората му съпруга принцеса Хелена фон Хоенлое-Лангенбург (1807 – 1880). С псевдоним Ангелика Хоенщайн тя е също писателка и е племенница на руската императрица Мария Фьодоровна (1759 – 1828), сестра на баща ѝ. Те имат две деца:
- Хайнрих XXVII Ройс-Шлайц (* 10 ноември 1858, Гера; † 21 ноември 1928, Гера), княз на Ройс-Шлайц-младата линия (1913 – 1918), регент в Ройс-Грайц (1902 – 19 18), женен на 11 ноември 1884 г. в Лангенбург за Елиза фон Хоенлое-Лангенбург (* 4 септември 1864, Лангенбург; † 18 март 1929, Гера), дъщеря на княз Херман фон Хоенлое-Лангенбург (1832 – 1913) и принцеса Леополдина фон Баден (1837 – 1903), дъщеря на маркграф Вилхелм фон Баден (1792 – 1859) и херцогиня Елизабет Александрина фон Вюртемберг (1802 – 1864).
- Елизабет Аделхайд Хелена Филипина Ройс (* 27 октомври 1859, Гера; † 23 февруари 1951, дворец Хенген), омъжена на 17 ноември 1887 г. в Гера за наследствения принц Херман фон Золмс-Браунфелс (* 8 октомври 1845, Дюселдорф; † 30 август 1900, дворец Браунфелс), син на пруския генерал Вилхелм фон Золмс-Браунфелс (1801 – 1868), който е племенник на пруския крал Фридрих Вилхелм II.

Втори брак: на 14 февруари 1890 г. в Лайпциг (морганатически) с Фридерика Грец (* 28 февруари 1851, Франкфурт на Майн; † 22 май 1907, Дрезден), дъщеря на Йохан Филип Грец и Августа Найс. Тя става Фрау фон Заалбург на 28 май 1890 г. Те имат един син:
- Хайнрих фон Заалбург (* 4 ноември 1875, Лайпциг; † 23 февруари 1954, Лунден, Холщайн), фрайхер на Заалбург, женен на 23 април 1924 г. в Хамбург за Маргарета Гроенволдт (* 9 февруари 1889, Хамбург; † 24 юли 1965, Хамбург)